# Ромина Мондело
Ромина Мондело (на италиански: Romina Mondello) e италианска киноактриса. В България е известна с ролите си на Сара Гранкио от сериала „Октопод 7“, Бианка от сериала „Момичетата от площад „Испания“ и на Джорджа Леви от сериала „Веществени доказателства“.